# Тионе дели Абруци
Тио̀не дели Абру̀ци (на италиански: Tione degli Abruzzi, на местен диалект u Tionë, у Тионъ) е село и община в Южна Италия, провинция Акуила, регион Абруцо. Разположено е на 581 m надморска височина. Населението на общината е 322 души (към 2012 г.).